# Бушінце
Бушінце (словац. Bušince) — село, громада округу Вельки Кртіш, Банськобистрицький край, центральна Словаччина, регіон Новоград. Кадастрова площа громади — 12,5 км². Протікає Страцінський потік.
Населення 1425 осіб (станом на 31 грудня 2017 року).

## Історія
Бушніце вперше згадується в 1248 році.

## Населення
| Рік:            | 1994. | 2004.   | 2014.   | 2024.   |
| --------------- | ----- | ------- | ------- | ------- |
| Кількість осіб: | 1314  | 1416    | 1468    | 1365    |
| Різниця:        |       | +7,76 % | +3,67 % | -7,01 % |

| Рік:            | 2023. | 2024.   |
| --------------- | ----- | ------- |
| Кількість осіб: | 1370  | 1365    |
| Різниця:        |       | -0,36 % |